# Samotna gwiazda
Samotna gwiazda (ang. Lone star) – amerykański film z gatunku western, melodramat, film polityczny. 
Jego akcja, oparta na prawdziwych wydarzeniach historycznych, toczy się w republice Teksasu w 1845 roku, w przededniu jej aneksji do Stanów Zjednoczonych.

## Obsada
- Ava Gardner – Martha Ronda
- Clark Gable – Devereaux Burke
- Emmett Lynn – Josh, drukarz
- Harry Woods – George Dellman
- Trevor Bardette – Sid Toakum
- Moroni Olsen – Sam Houston
- Lowell Gilmore – Kapitan Elliott
- William Farnum – Tom Crockett
- James Burke – Luther Kilgore
- Ed Begley – Anthony Demmet
- Mitchell Lewis - Senator